# 21649 Vardhana
21649 Vardhana è un asteroide della fascia principale. Scoperto nel 1999, presenta un'orbita caratterizzata da un semiasse maggiore pari a 2,7251372 UA e da un'eccentricità di 0,2010349, inclinata di 14,45006° rispetto all'eclittica.